# Humor computacional
El humor computacional es una rama de la lingüística computacional y la inteligencia artificial que utiliza las computadoras en la investigación del humor. Esta es un área relativamente nueva, cuya primera conferencia dedicada se realizó en 1996.
El primer “modelo computacional del sentido del humor” fue sugerido por Suslov en 1992. La investigación del esquema general del procesamiento de información muestra la posibilidad de un mal funcionamiento específico, condicionado por la necesidad de una eliminación rápida de la conciencia de una versión falsa. Este mal funcionamiento específico se puede identificar con un efecto humorístico sobre bases psicológicas: corresponde exactamente a la teoría de resolución de incongruencia. En los sistemas biológicos, el sentido del humor se desarrolla inevitablemente en el curso de la evolución, porque su función biológica consiste en acelerar la transmisión de la información procesada a la conciencia y en un uso más eficaz de los recursos cerebrales. La implementación de este algoritmo en redes neuronales justifica la hipótesis de Spencer sobre el mecanismo de la risa: la eliminación de una versión falsa corresponde a la reducción a cero de una parte de la red neuronal y la energía excesiva de las neuronas se expulsa a la corteza motora, provocando contracciones musculares.
Una realización práctica de este algoritmo necesita bases de datos extensas. Como resultado, en esta dirección no se hizo ningún desarrollo correcto y las investigaciones posteriores aceptaron una coloración un tanto especializada.

## Inteligencia artificial y humor computacional
Hasta el momento se ha puesto muy poco esfuerzo en la construcción de prototipos computacionales de humor. Existen muy pocos prototipos que procesan texto humorístico o simulan mecanismos de humor, y la mayoría de ellos funcionan en dominios muy restringidos.
Existen una cantidad considerable de investigaciones sobre lingüística de humor y sobre teorías de semántica y pragmática de humor; sin embargo, la mayoría de los trabajos no han sido formalizados lo suficiente como para ser usados directamente para el modelado de humor computacional. Un esfuerzo en la formalización de chistes de reinterpretación forzada fue presentado por Ritchie [2002].
Dentro de la comunidad de inteligencia artificial la mayoría de los escritores de humor han sido especuladores. Minsky hizo algunos comentarios preliminares sobre cómo el humor puede ser visto desde la perspectiva de inteligencia artificial o de ciencia cognitiva, perfeccionando las nociones de Freud de que el humor es una manera de evitar nuestros censores mentales que controlan inapropiadamente pensamientos y sentimientos. Utsumi [1996] esboza un análisis lógico de la ironía, pero este trabajo no ha sido implementado. De Palma and Weiner [1992] trabajaron con representación epistemológica de acertijos. Ephratt [1990] hizo un programa que “parsea” un rango limitado de oraciones ambiguas y detecta textos humorísticos alternativos. Mele [2002] brinda una formalización basada en un enfoque cognitivo (modelo creencia-deseo-intención) que distingue entre humor real y ficticio.
Probablemente el mayor intento por crear un prototipo de humor computacional lo constituye el trabajo de Binsted and Ritchie [1997]. Ellos idearon un modelo formal de regularidades sintácticas y semánticas basado en algunos de los más simples tipos de acertijos de juego de palabras. Cuando se dice acertijo de juego de palabras se refiere a uno con ambigüedad fonológica. Las tres principales estrategias usadas para crear ambigüedad fonológica son: sustitución silábica, sustitución de palabras y metátesis.
La mayoría de los enfoques computacionales intentan lidiar con la teoría de la incongruencia a varios niveles de perfeccionamiento. Esta teoría se concentra en el elemento sorpresa. Esto establece que el humor es creado fuera del conflicto entre qué se espera y qué realmente ocurre en el chiste. Esto justifica las características más obvias de una gran parte de los fenómenos del humor: ambigüedad o doble sentido. Talleres específicos relacionados con el Humor Computacional han tomado lugar en años recientes y han unido la mayoría de los activos comunales en el campo. Ritchie [2001] publicó un resumen del estado del arte en el campo.

## Generadores de bromas

### Generación de palabras
Un enfoque para el análisis del humor es la clasificación de las bromas. Un paso más allá sería generar bromas basándose en las reglas sobre las que se sustenta la clasificación.
Los primeros prototipos simples para la generación de juegos de palabras datan de principios de la década de 1990, basados en VINCI, un programa para la generación de lenguaje natural. Como ejemplo de esto se encuentra JAPE (acrónimo de Joke Analysis and Production Engine), creado en 1994 por Graeme Ritchie y Kim Binsted, diseñado para la generación de juegos de palabras del tipo pregunta-respuesta a partir de un léxico general, no humorístico. Algunos de los ejemplos producidos por JAPE son:
P: What is the difference between leaves and a car? (¿Cuál es la diferencia entre las hojas y un automóvil?) 
R: One you brush and rake, the other you rush and brake (Con unos cepillas y rastrillas, con el otro te apresuras y frenas) 

P: What do you call a strange market? (¿Cómo llamas a un mercado extraño?)
R: A bizarre bazaar (Un bazar extraño)
Desde entonces, el enfoque ha mejorado y un informe del 2007, describe el generador de bromas STANDUP, implementado en el lenguaje de programación Java. El generador STANDUP se probó en niños con discapacidades de comunicación, como parálisis cerebral, para analizar su usabilidad para el desarrollo de habilidades lingüísticas. El nombre del proyecto es un acrónimo de System To Augment Non-speakers' Dialog Using Puns. Los niños respondieron con entusiasmo al "campo de idiomas" y mostraron una notable mejoría en ciertos tipos de exámenes.

## Reconocimiento de bromas
Un algoritmo estadístico de machine learning para determinar si una frase contenía un "that's what she said" (“es lo que ella dijo”) con doble sentido fue desarrollado por Kiddon y Brun en 2011. Existe una implementación open-source del sistema TWSS de Kiddon y Brun.
Taylor y Mazlack desarrollaron un programa para reconocer los chistes de tipo ‘toc-toc’. Este tipo de investigación es importante en el análisis de la interacción humano-computadora.
Por último, en el 2006, Mihalcea y Strapparava describieron un conjunto de técnicas de machine learning para la distinción de textos chistosos de los que no lo son.
Takizawa et al. (1996) reportó sobre un programa heurístico para detectar juegos de palabras en japonés.

## Aplicaciones
Se sabe que los seres humanos interactúan con las computadoras de forma similar a la interacción con otros humanos que pueden describirse en términos de personalidad, cortesía, adulación y favoritismo dentro del grupo. Por lo tanto, se está investigando el papel del humor en la interacción humano-computadora. En particular, se sugirió la generación de humor en la interfaz de usuario para facilitar las comunicaciones con las computadoras.
Craig McDonough implementó el Mnemonic Sentence Generator, que convierte las contraseñas en oraciones cómicas. Basándose en la teoría de incongruencia del humor, se sugiere que las oraciones resultantes sin sentido, pero divertidas, son más fáciles de recordar. Por ejemplo, la contraseña AjQA3Jtv se convierte en "Arafat joined Quayle's Ant, while TARAR Jeopardized thurmond's vase" ("Arafat se unió a Quayle's Ant, mientras que TARAR puso en peligro el jarrón de Thurmond").

## Investigación relacionada
John Allen Paulos es conocido por su interés en los fundamentos matemáticos del humor. Su libro "Mathematics and Humor: A Study of the Logic of Humor" ("Matemáticas y Humor: Un Estudio de la Lógica del Humor") nos muestra estructuras comunes al humor y las ciencias formales (matemáticas, lingüística) y desarrolla un modelo matemático de bromas basado en la teoría de las catástrofes.

## Otras lecturas
- "Computational humor", por Binsted, K.; Nijholt, A.; Stock, O.; Strapparava, C.; Ritchie, G.; Manurung, R.; Pain, H.; Waller, A.; Oapos;Mara, D.,  IEEE Intelligent Systems Volumen 21, Tema 2, 2006, pp. 59–69 doi:10.1109/MIS.2006.22
- O. Stock, C. Strapparava & A. Nijholt (eds.) "The April Fools' Day Workshop on Computational Humour." Proc. Twente Workshop on Language Technology 20 (TWLT20), ISSN 0929-0672, ITC-IRST, Trento, Italia, abril de 2002, 146 pp